# James Miller (journaliste)
Pour les articles homonymes, voir James Miller et Miller.
James Miller (né le 18 décembre 1968 à Haverfordwest, Pembrokeshire, Pays de Galles - mort le 2 mai 2003 à Rafah) est un journaliste et producteur britannique indépendant.
Il a été tué par un soldat israélien lors du tournage du documentaire Death in Gaza.

## Circonstances de sa mort
D'après une enquête britannique, James Miller, qui  portait un gilet pare-balles avec les lettres « TV » inscrites en « gros caractères », a été tué, intentionnellement selon la justice britannique, involontairement selon la justice israélienne, à Rafah par un soldat israélien alors qu'il tournait un documentaire intitulé Death in Gaza.
Un journaliste britannique s’identifiant comme « Dan » a déclaré que « James Miller et deux autres journalistes agitaient un drapeau blanc en même temps qu’ils filmaient ». « Nous étions tout à fait visibles pour les troupes, avec un drapeau blanc et des gilets marqués « presse », mais ces dernières ont tout de même ouvert le feu, touchant James Miller », a pour sa part rapporté Abdel-Rahman Abdullah, journaliste indépendant palestinien qui se trouvait sur place.
Après 18 mois d'enquête, la justice militaire israélienne a conclu son enquête sur la mort de James Miller le 9 mars 2005. Cette enquête n'a pas permis d'établir si le tir avait été volontaire. Le soldat a été sanctionné disciplinairement pour violation des règles d'engagement, et pour avoir modifié sa version des faits.
Le 6 avril 2006, la justice britannique a rendu un verdict de « meurtre sans base légale », considérant que James Miller a été assassiné.

## La mort à Gaza
Le documentaire de James Miller, intitulé La mort à Gaza, a reçu plusieurs prix, dont trois Emmy Awards aux États-Unis en septembre 2005, et celui du festival des films sur les droits de l’homme One World 2005 à Prague en mai 2005.